# Abies nordmanniana

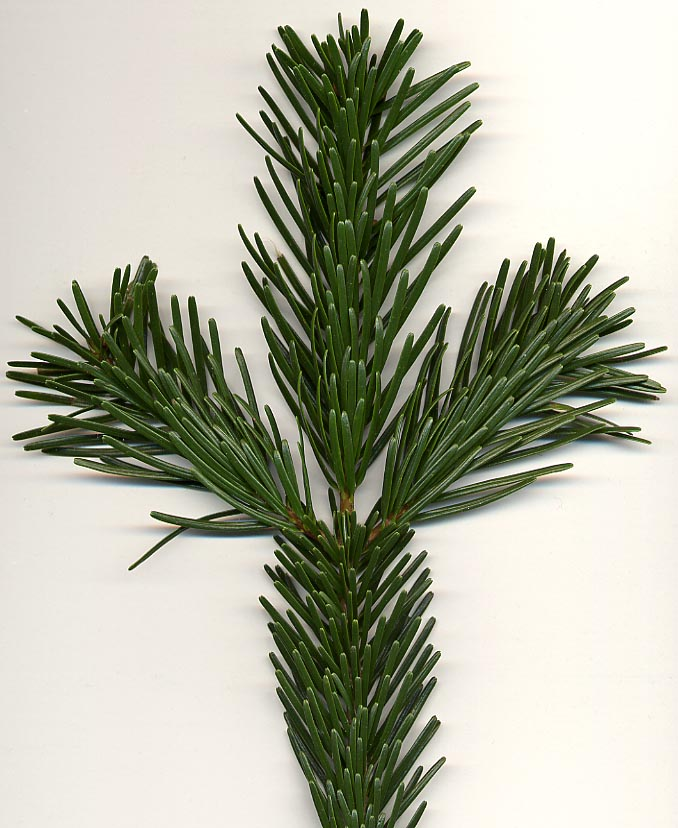
Cành và lá

Abies nordmanniana hay còn gọi là Thông Nordmann (được đặt theo tên nhà sinh vật học Phần Lan Alexander von Nordmann (1803−1866)) là một loài thực vật hạt trần trong họ Thông. Loài này được (Steven) Spach miêu tả khoa học đầu tiên năm 1841.

## Hình ảnh

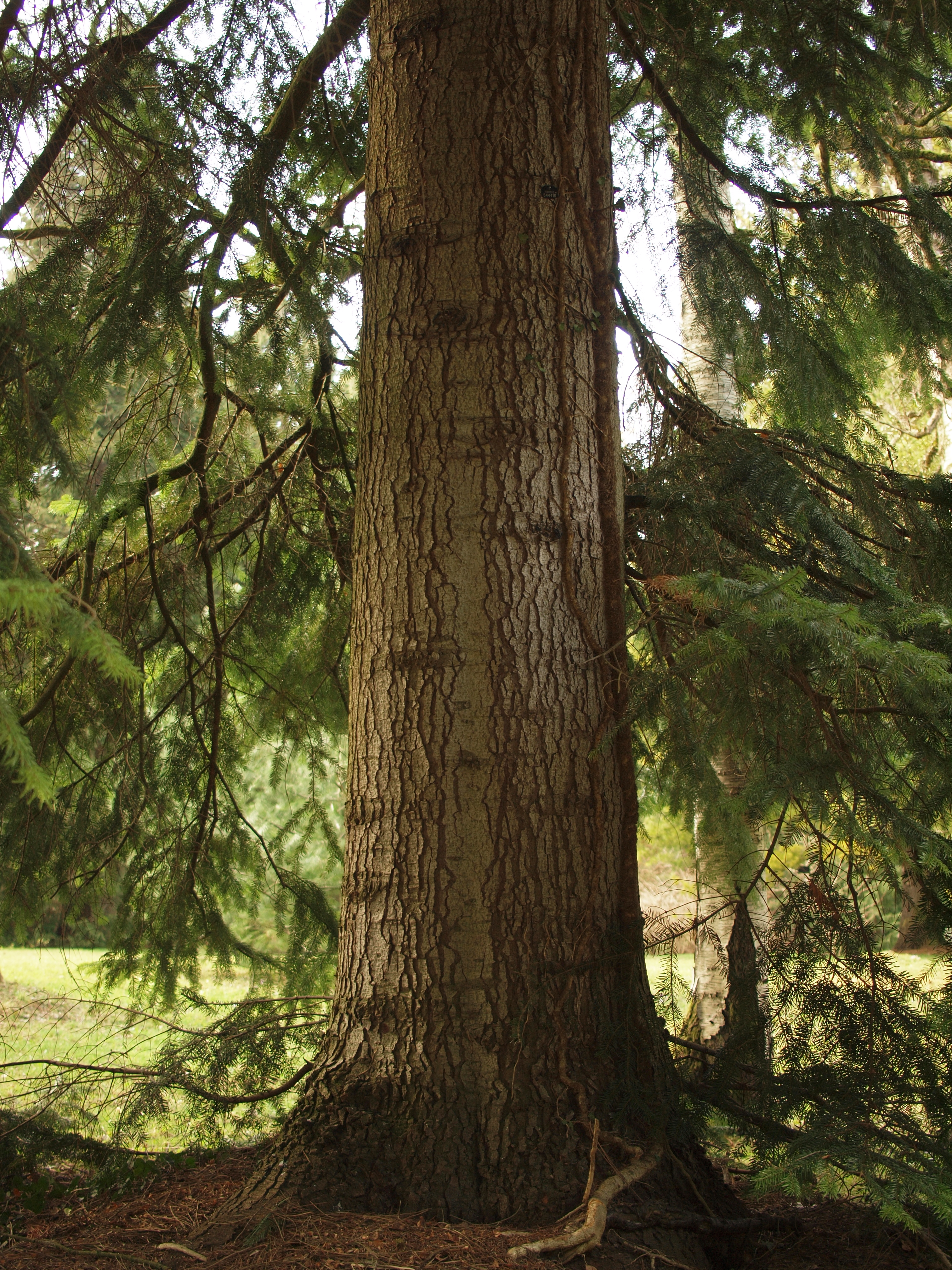
Vỏ cây và thân cây tại vườn bách thảo Munich
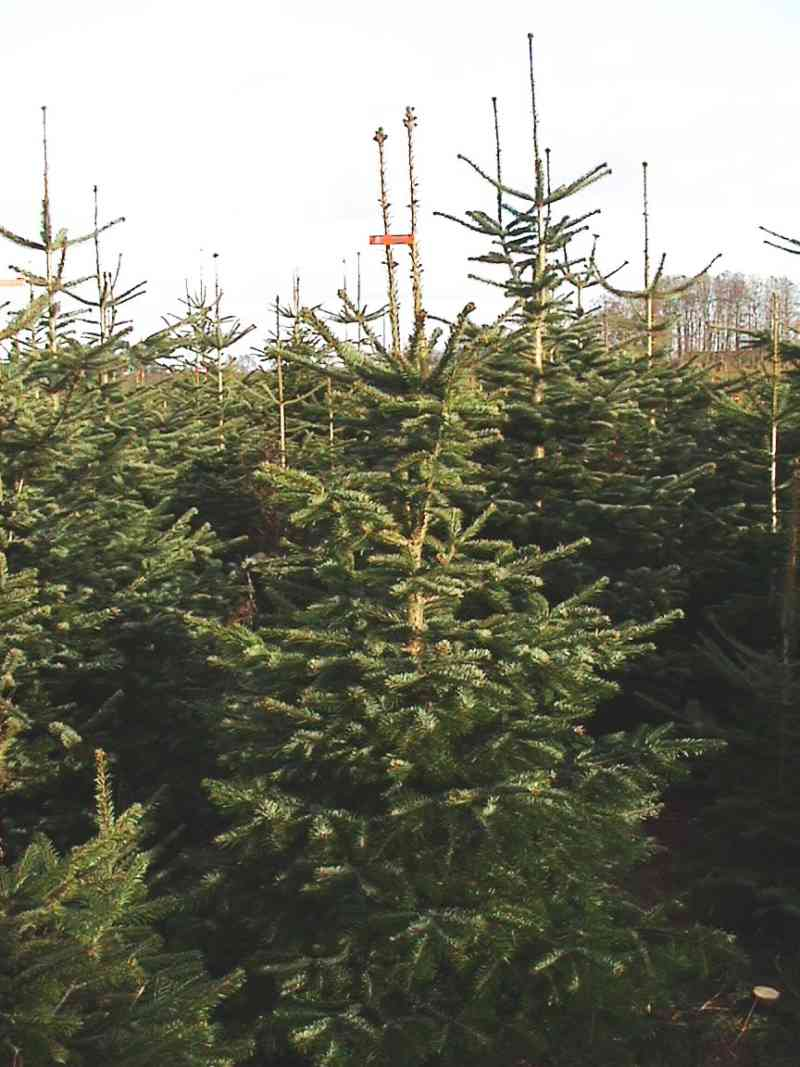
Sản xuất cây Giáng Sinh
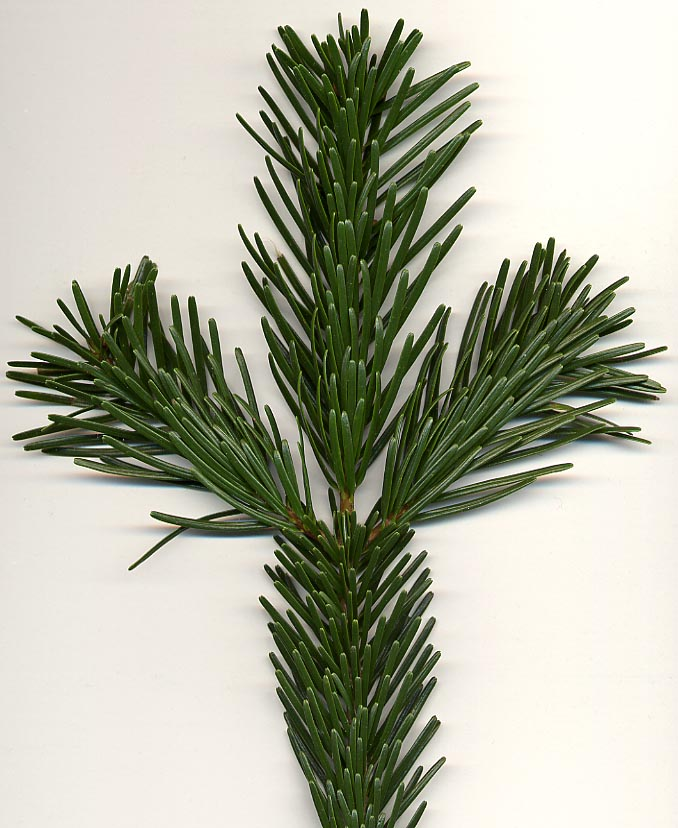
Tán lá cây